# Руссільйонське графство
Руссільйо́нське графство (лат. Comitatus Ruscinonensis; кат. Comtat de Rosselló [kumˈtad də rusəˈʎo]) — одне із середньовічних каталонських графств Іспанської марки, що існувало в VIII—XII століттях. Правителями графства були графи Руссільйонські, чиї володіння лежали як північніше, так і південніше Піренеїв. Нині колишні території графства становлять частину історичного і культурного регіону Руссільйон, що охоплює сучасний французький департамент Східні Піренеї та збігається з колишньою французькою провінцією Руссільйон. З кінця X століття головним містом графства був Перпіньян.

## Вестготське графство

Септиманія та Іспанська марка у 806 році

Навколо міста Рускіно (лат. Ruscino, Rosceliona) в VI—VII століттях існувало вестготське графство з юрисдикцією, що відповідала єпархії Ельна. Це раннє графство, що охоплювало історичні каталонські кумарки Долина Руссільйону, Конфлан і Баляспі, було створене вестготським королем Ліувом I у 571 році. Вестготська спадщина в Руссільйоні найдовше збереглася в судах, де вестготське право застосовувалося виключно аж до XI століття.
У 721 році Руссільйон захопили маври з Іберії, невдовзі після арабського завоювання Вестготського королівства на Піренейському півострові в 711—718 роках. Імовірно, ця територія була відвойована у арабів ще королем Франкського королівства Піпіном Коротким та його вестготськими союзниками в 760 році, відразу після завоювання франками Нарбонна, хоча з певністю можна стверджувати лише те, що вона перебувала під владою франків під час правління його сина Карла Великого, коли в результаті сорокарічних зустрічних нападів на цю територію франків та маврів, Руссільйон втратив більшість свого населення і його землі майже не оброблялись.
Франки відновили старе вестготське графство з центром у Рускіно. Новий граф готського походження побудував в місті замок, castrum або castellum Rosselio, за яким Рускіно став відомий як Кастель-Руссельйон (Castell-Rosselló). Починаючи з 780 року, Карл Великий почав надавати манори (aprisiones) в незаселених землях Руссільйону та навколо Нарбонна прибулим «іспанцям» (тобто християнам вестготського, римського та баскського походження з Піренейського півострова). Ці іспанські мігранти разом із місцевою готською аристократією взяли участь у відвоюванні південних схилів Піренеїв і Тарраконського узбережжя, де була сформовано нову Іспанську марку.

## В об'єднанні з Ампурійським графством
Відомостей про франкське графство в VIII—IX століттях майже не збереглось. Імовірно, в епоху Каролінгів західні кордони графства проходили по найсхіднішій межі розселення в Піренеях баскського населення. На графство відчутно вплинула друга хвиля чернецтва, яка охопила Каталонію в першій половині IX століття, яка призвела до заснування нових монастирів, як-от Сен-Женезіус-де-Фонт, Сен-Клемент де Регулла та Сен-Андре де Суреда в 819 і 823 роках відповідно. У 859—860 роках флот вікінгів на чолі із Гастінгом та Бйорном Залізнобоким пограбував абатство в Руссільйоні, перед зимівлею в Камаргу.
Перший відомий граф, Гаусельм, отримав графство Ампурія у 817 році. До 989 року території північніше і південніше Піренеїв, тобто графства Руссільйон і Ампурія залишалися об'єднаними. Проте, ймовірно, Руссільйон мав окремого віконта, оскільки резиденція віконта в Руссільоні згадується вже в 859 році, коли цю посаду обіймав якийсь Рішельм. Напади вікінгів та мавританських піратів змусили графа перемістити свою столицю з узбережжя в більш захищені внутрішні райони, Гаусфред I зробив свою столицю в Кастельйо-д'Ампуріас і протягом століття саме південнопіренейський Ампуріас був центром графської влади і місцем перебування графів. Хоча первісні віконти діяли як представники (missi dominici) маркграфів (маркізів) Септіманії, під час остаточного поділу у 865 році між Септиманією (частиною майбутнього Лангедоку) на півночі та Іспанською маркою (Франкська Каталонія) на півдні, Руссільйон був включений до останньої.
Протягом цього періоду Руссільйон поступово здобував фактичну незалежність від свого номінального сюзерена, короля Франції. Хоча ще в 878 році Людовик Заїка міг забезпечити виконання своєї волі щодо призначення графа Руссільйона, наприкінці IX століття королівська влада в цьому регіоні стала символічною. Поступово графства Ампуріас та Руссільйон стали спадковими володіннями родини Беллонідів. У 975 році Гаусфред I навіть отримав титул dux (герцог).
Наприкінці X століття Алта-Россело, Конфлан і внутрішні території Баляспі перейшли до графів Сердіньї, а володіння Руссільйонського графства зведено лише до прибережних територій. У 991 році, згідно з заповітом померлого Гаусфреда I, графства були розділені і Руссільон дістався його молодшому синові Гізельберту I, в той час як його старший брат Уго I потримав графство Ампурії. Таким чином Гізельберт I став першим правителем Руссільона, що управляв лише одним цим графством, без поєднання з будь-яким іншим феодальним володінням[джерело?]. У 1014 році Уго I Ампурійський вторгся в Руссільйон, але в 1019 році було підписано пакт, згідно з яким два графства назавжди стали окремими одиницями.

## «Мир Божий»
В Руссільйоні було оголошено перше Божого перемир'я (treuga Dei). У 1027 році рада міста Ельн відбулася на лузі Тулужа, через те, що кількість присутніх була надто велика: священнослужителі, аристократи та бідні чоловіки та жінки. Рада вперше ухвалила серію канонів відповідно до руху «Мир Божий» (pax Dei), заснованого в абатстві Шарру в 989 році і який дуже швидко поширився по Аквітанії, Гасконі, Лангедоку та Каталонії. Проте рада Ельна пішла на крок далі, ніж попередні місцеві ради. Він також оголошував перемир'я, що діє з суботнього вечора до понеділка вранці кожного тижня: «Ніхто, хто мешкає у вищезазначеному графстві та єпархії [Руссільйон], не повинен нападати на будь-якого свого ворога з дев'ятої години суботи до першої години понеділка, щоб кожен може віддати честь, належну Господньому дню». Перемир'я швидко поширилося Лангедоком і незабаром було продовжено, так що було загально зрозуміло, що бої заборонені між вечором середи та світанком понеділка.

## Незалежний Руссільйон
Після відокремлення від Ампурії, Гізельберт переніс столицю з Кастель-Руссільйона (римськ Рускіно) в поселення під назвою Перпіньян, якому судилося стати новою столицею Руссільйона, на заміну єпископської резиденції в Ельні. Гізельберт II уклав угоду з Ампурією щодо військових і церковних володінь. Протягом цього періоду Руссільйон, на відміну від інших каталонських графств, переребував під більшим впливом Тулонського графства на півночі, ніж Барселонського графства на півдні. Графство постраждало від серії прибережних рейдів флоту Денійської тайфи.
У середині XII століття, за правління графа Гаусфреда III, Руссільйон пережив епоху турбулентності з посиленням нападів як з боку Ампурії, так і мавританських піратів. Збунтувався і старший син Гаусфреда. Щоб припинити повстання, Гаусфред зробив сина лордом Перпіньяна і спадкоємцем.
Після смерті бездітного Жерара II у 1172 році, Руссільйон, згідно з попередньою домовленістю його знаті, перейшов під владу Альфонсо II, графа Барсельнського та короля Арагонського. Вважалося, що Корона Арагону могла б захистити Руссільйон від претензій Ампурії, граф якої все ще мав певні комунальні права в Руссільйоні. У 1173 році Альфонсо скликав збори в Перпіньяні, де оголосив мир для всього Руссільона та Ельнської єпархії.

## Руссільйонське графство в Арагонській Короні
Руссільйон, разом із графствами Сарданьєю та Конфланом, вказується у великому картулярії Альфонсо II (чи, можливо, Педро II): «Liber feudorum Ceritaniae», що складався з хартій та грамот з архіву графів Барселони, які стосувались прав на замки та землеволодіння у трьох цих графствах, Вдале розташування перетворило місто Перпіньян на торгову столицю всього Піренейського краю. Після угоди в Корбейлі (1258) король Франції Людовик IX відмовився від зазіхань на Руссільйон

### Руссільйон під владою королів Майорки
21 серпня 1262 року король Хайме I розділив королівства Арагонської Корони між своїми синами: Педро отримав Арагонське та Валенсійське королівства, а також Барселонське графство. Хайме отримав Майорканське королівство, домініон Монпельє та північні каталонські графства — Руссільон, Колліур, Конфлан, Баляспі і Сарданья. Заповіт було підтверджено 26 серпня 1272 року і таким чином виконано після смерті Хайме 27 липня 1276 року.
Незабаром після приходу до влади, Педро III поставив законність поділу спадщини під сумнів, оскільки його брат Хайме II Майорканський отримав значну частину сімейної спадщини, яка не могла бути розділена згідно з законом Арагону.
Після деяких переговорів і сильного тиску, Педро III домігся укладання нової угоди зі своїм братом Хайме II. У договорі, підписаному 20 січня 1279 року, Хайме, що залишався королем Майорки та графом Руссільона та Сарданьї, визнав над собою сюзереніт короля Арагону. Графи Руссільйонські мали обов'язок брати участь у каталонських кортесах і дотримуватися їх рішень. Король Майорки мав право карбувати власні гроші на острові, але воно не поширювалось на графство Руссільйон та інші володіння на материку, де мали ходити валюта Барселони. Угода була схвалена радами Маорканського королівства, Руссільйона і Серданьї. У разі невиконання, ради обіцяли виконувати накази короля Арагону.

### Повернення під владу королів Арагону
Наприкінці 1341 року король Педро IV вирішив повернути Майорканське королівство та графства Руссільон і Серданья з під влади Хайме III Майорканського під свій безпосередній контроль. 29 травня 1342 року Педро IV почав облогу Майорки і 1 червня, після урочистої меси в соборі Пальми він прийняв титул короля Майорки. 29 червня 1343 року Педро IV вторгся в Руссільйон і 16 липня захопив Перпіньян. Руссільйонське графство знову опинилося під прямим управлінням королів Арагону.
У 1463 році, скориставшись проханням короля Арагону про придушення повстання в Каталонії, французи захопили Руссільйон. 1493 року було підписано Барселонську угоду, за якою король Франції Карл VIII повернув графство Ферднандо II Арагонському.

## У складі Французького королівства

Кумарка Руссільйон (зеленим) та інші пять історичних кумарок Північної Каталонії (салатовим) у складі департаменту Східні Піренеї

У володінні Іспанії Руссільйон залишався до 1642 року, коли в результаті втручання короля Людовика XIII у чергове каталонське повстання, регіон був зайнятий французькими військами. За Піренейським миром (1659 року) Руссільйон був остаточно приєднаний до Франції і увійшов до складу французької провінції Руссільйон.